# Teatr STG
Teatr STG (wcześniej Studencki Teatr Gliwice - STG) – teatr powstał przy Politechnice Śląskiej w Gliwicach pod patronatem Zrzeszenia Studentów Polskich i działał w latach 1958-1990.

## Nazwa
- Teatrzyk "dx"
- Studencki Teatr Gliwice - STG
- Teatr STG

## Historia
Forpocztą Teatru STG był Teatrzyk "dx", który zadebiutował na scenie Klubu "Spirala" w Gliwicach w kwietniu 1959 roku, składanką literacką "Siódme poty". Grupa ta spotkała na swojej drodze reżysera Jerzego Jarockiego poszukującego pozainstytucjonalnych możliwości wystawienia "Ślubu" Witolda Gombrowicza. Tak rozpoczęła się "nauka teatru". Teatrzyk "dx" został przekształcony w Teatr Dramatyczny, który pod kierownictwem artystycznym Jerzego Jarockiego w trakcie pracy nad "Ślubem" przyjął nazwę Studencki Teatr Gliwice - STG przy Politechnice Śląskiej. Światowa prapremiera "Ślubu" Witolda Gombrowicza odbyła się 4 kwietnia 1960 roku na scenie Kino-Teatru X w scenografii Krystyny Zachwatowicz stając się od razu wydarzeniem teatralnym w skali kraju. Jednak z powodu cenzury doszło jedynie do czterech plus jedno przedstawień.
Po Jerzym Jarockim pieczę nad teatrem przejął reżyser Jan Biczycki. Nauka nowoczesnego teatru, jego języka, formy i środków wyrazu była kontynuowana. W międzyczasie próbować zaczął swoich sił reżyserskich członek zespołu Stanisław Edward Mołek, który wyreżyserował większość 
z czterdziestu premier, głównie w scenografiach Romana Nowotarskiego.
Od tego też czasu poczynaniami repertuarowymi zespołu kierowała Rada Artystyczna i Rada Zespołu, do których w różnych latach należeli: Stanisław Edward Mołek, Maciej Markiewicz, Dobromiła Kapias-Markiewicz, Jan Filipski, Krzysztof Gosiewski, Janusz Lekki, Aleksander Berndt, Jan Uszyński, Józef Mendec, Roman Nowotarski, Jerzy Malitowski, Jerzy Matula, Andrzej Herbert Kałuża, Leszek Furman.
Wśród tytułów kolejnych premier znajdowały się gotowe dramaty, adaptacje, a także własne scenariusze. Natomiast uprawiany teatr zamykał się w szerokim wachlarzu gatunków zaczynając od kabaretu, poprzez teatr poezji, pantomimę, widowisko muzyczne, widowisko baśniowe i plenerowe, a na dramacie kończąc i zarazem od niego zaczynając.
Teatr STG był przede wszystkim teatrem dramatycznym stawiającym na własne próby i poszukiwania inscenizacyjne wyrazowo zdążające do widowiska poetyckiego. Był to zespół ludzi zainteresowanych formułą teatru zaangażowanego na płaszczyźnie społeczno-politycznej i kulturotwórczej. W centrum poszukiwań umieszczano problem współczesnego romantyzmu, a raczej walki o taką postawę romantyczną, która pozwoliłaby jednostce na świadome, autentycznie indywidualne kierowanie własna egzystencją. Poparcie dla tej postawy rodziło poetykę teatru i wpływało na kształt poszczególnych inscenizacji. Nie prowadząc eksperymentalnych badań stylu i techniki starano się wypracować dla każdej realizacji formę umożliwiającą przekazanie zamierzonych treści intelektualnych.
Teatr STG w latach swojej aktywności artystycznej był zapraszany na większość krajowych i kilka zagranicznych festiwali teatru studenckiego zdobywając pochlebne recenzje oraz zespołowe i indywidualne nagrody za reżyserię, scenografię, muzykę i aktorstwo. Zespół i kierownictwo otrzymali nagrody i odznaczenia organizacyjne, uczelniane oraz państwowe.
Przez wiele lat zespół Teatru STG zapewniał oprawę oświetleniową wielu ogólnopolskich imprez studenckich (Jazz nad Odrą, FAMA), widowisk (między innymi w katowickiej Katedrze - rok 1981), oraz estradowych imprez radiowych, telewizyjnych i plenerowych.
Sceną macierzystą był Kino-Teatr X i powołana w 1980 roku Scena Prób STG.
Obecnie dysponentem wszystkich ocalałych materiałów archiwalnych Teatru STG jest Stowarzyszenie STG.

## Wybrane realizacje
- 1960: Ślub - Witold Gombrowicz (reżyseria: Jerzy Jarocki, scenografia: Krystyna Zachwatowicz)
- 1961: Świetny Włodzio i Rzemieślnicy - Jerzy S. Sito (reżyseria: Jan Biczycki, scenografia: Krystyna Zachwatowicz)
- 1962: Szantan to jest zabawa - kabaret (reżyseria: Jan Biczycki, scenografia: Kazimierz Wiśniak)
- 1963: Muzeum - program składany według tekstów Emila Zegadłowicza, Tadeusza Różewicza, Jerzego Harasymowicza, Witolda Gombrowicza i innych (reżyseria: Stanisław Edward Mołek, scenografia: Roman Nowotarski)
- 1964: Wielka Tajemnica Gabinetu - kabaret (reżyseria: Krzysztof Gosiewski, Janusz Lekki, scenografia: Roman Nowotarski)
- 1965: Zmierzch - Isaak Babel - prapremiera (inscenizacja: Jerzy Matula, Stanisław Edward Mołek, reżyseria: Stanisław Edward Mołek, scenografia: Roman Nowotarski)
- 1967: Wiosna - według Bruno Schulza - prapremiera (adaptacja i inscenizacja: Roman Nowotarski, Stanisław Edward Mołek, Jerzy Malitowski, Jerzy Matula, Herbert Kałuża, reżyseria: Stanisław Edward Mołek, scenografia: Roman Nowotarski)
- 1969: Rzecz listopadowa - Ernest Bryll (reżyseria: Jan Skotnicki, Stanisław Edward Mołek, scenografia: Roman Nowotarski)
- 1970: Podróżni - widowisko (scenariusz i scenografia: Roman Nowotarski, inscenizacja i reżyseria: Stanisław Edward Mołek i Roman Nowotarski)
- 1972: Jasełka Moderne - Ireneusz Iredyński (reżyseria: Stanisław Edward Mołek, scenografia: Roman Nowotarski)
- 1973: Fabryka Absolutu - według Karela Čapka (pomysł i scenografia: Roman Nowotarski, adaptacja i inscenizacja: Stanisław Edward Mołek, Roman Nowotarski, Jerzy Malitowski, reżyseria: Stanisław Edward Mołek, muzyka: Leszek Furman, Witold Wertel z zespołem jazzowym "High Society Band")
- 1979: Państwo Trawnik - widowisko według tekstów Stanisława Ignacego Witkiewicza, Bruno Schulza i innych (scenariusz  i inscenizacja: Roman Nowotarski, Stanisław Edward Mołek, Jerzy Malitowski, reżyseria: Stanisław Edward Mołek, scenografia: Roman Nowotarski)
- 1983: Powrót do lasu - bajka dla dzieci według pomysłu STG, napisana przez Michała Wrońskiego (reżyseria: Stanisław Edward Mołek, scenografia: Roman Nowotarski, muzyka: Leszek Furman)
- 1986: Powrót Smoka - Marcin Wolski, Lucjan Radzikowski - widowisko baśniowe dla dzieci (reżyseria: Stanisław E.Mołek, scenografia: Roman Kalarus, muzyka: Leszek Furman)

## Kierownicy
Kolejnymi kierownikami Teatru STG byli:
1. Edward Lawera (1958 - 1959)
2. Jerzy Jarocki – kierownik artystyczny, Aleksander Ligęza – kierownik administracyjny z Radą Zespołu: Ziemowit Stokłosa i Edward Lawera (1959 - 1960)
3. Maciej Markiewicz (1960 - 1961)
4. Krzysztof Gosiewski (1961 - 1962)
5. Jerzy Malitowski (1962 - 1990)